# Charlie Cox
Pour les articles homonymes, voir Cox.
Charlie Cox, né le 15 décembre 1982 à Londres, est un acteur britannique.
Il est principalement connu pour tenir le rôle-titre de la série télévisée Daredevil.

## Biographie
Charlie Thomas Cox naît à Londres, en Angleterre. Il est le plus jeune des cinq enfants de Patricia Cox (née Harley) et d'Andrew Frederick Seaforth Cox, un éditeur,. Il a un frère (né en 1974) et trois demi-frères et sœurs du premier mariage de son père : Emma, Zoe et Oliver.
Il a été élevé dans la religion catholique romaine, et a étudié à Ashdown House School dans le Sussex de l'Est puis à Sherborne School dans le Dorset. Il a par la suite suivi une formation en art dramatique à la Bristol Old Vic Theatre School à Bristol.

## Carrière
Il a fait ses débuts dans le film Attraction fatale (Dot the i) de Matthew Parkhill aux côtés de Gael García Bernal et participe à la comédie Things to Do Before You're 30. Il a ensuite interprété Lorenzo dans l’adaptation du Marchand de Venise réalisée par Michael Radford, avec Al Pacino, Jeremy Irons et Joseph Fiennes.
Charlie Cox a joué son premier grand rôle dans le film hollywoodien Casanova de Lasse Hallström, où il incarnait le frère de Sienna Miller. On a aussi pu le voir à la télévision britannique dans Inspecteur Lewis et A For Andromeda.
En 2007, il est à l’affiche du film Stardust, le mystère de l'étoile de Matthew Vaughn où il interprète Tristan Thorn. En 2008, il joue le rôle principal dans le film Stone of Destiny, basé sur une histoire vraie. Il partage la vedette avec Kate Mara, Stephen McCole, et Ciaren Kelly, qui en est à ses débuts dans le monde du cinéma.
En 2015, il est à l'affiche du film biographique Une merveilleuse histoire du temps qui raconte la vie du célèbre physicien Stephen Hawking. La même année, il tient le premier rôle de la série télévisée de Netflix Daredevil dans laquelle il incarne le super-héros aveugle du même nom. Sa performance fait l’unanimité auprès des fans et du grand public, octroyant à l’acteur un soutien considérable qui lui permettra plus tard de réintegrer son personnage au sein du Marvel Cinematic Universe. 
En 2017, il reprend son rôle de Matt Murdock / Daredevil dans la mini-série crossover The Defenders avec ses partenaires Krysten Ritter, Mike Colter et Finn Jones.
En 2021, il apparaît officiellement dans l'univers cinématographique Marvel dans son rôle de Matt Murdock dans le long-métrage Spider-Man: No Way Home de Jon Watts afin de prendre la défense de Peter Parker / Spider-Man. En 2022, il est annoncé pour reprendre son rôle en tant qu'invité dans les séries She-Hulk et Echo, puis en tant que rôle principal dans Daredevil: Born Again, diffusée en 2025.

## Vie privée
En octobre 2016, il devient père pour la première fois avec Samantha Thomas, la productrice de Jessica Jones et Luke Cage.

## Filmographie

### Cinéma

#### Longs métrages
- 2003 : Attraction fatale (Dot the I) de Matthew Parkhill : Theo
- 2004 : Le Marchand de Venise (The Merchant of Venice) de Michael Radford : Lorenzo
- 2005 : Things to Do Before You're 30 de Matthew B Juliff : Danny
- 2005 : Casanova de Lasse Hallström : Giovanni Bruni
- 2006 : Tirant le Blanc (Tirant lo Blanc) de Vicente Aranda : Diafebus
- 2007 : Stardust, le mystère de l'étoile de Matthew Vaughn : Tristan Thorn
- 2008 : Stone of Destiny de Charles Martin Smith : Ian Hamilton
- 2009 : Glorious 39 de Stephen Poliakoff : Lawrence
- 2011 : Au prix du sang (There Be Dragons) de Roland Joffé : Josemaría Escrivá
- 2013 : Hello Carter (en) de Anthony Wilcox : Carter
- 2014 : Une merveilleuse histoire du temps (The Theory of Everything) de James Marsh : Jonathan Hellyer Jones
- 2017 : Le Dîner des vampires (Eat Locals) de Jason Flemyng : Henry
- 2018 : Gentlemen cambrioleurs (King of Thieves) de James Marsh : Basil
- 2021 : Spider-Man: No Way Home de Jon Watts : Matt Murdock (caméo)

#### Courts métrages
- 2008 : Harry, Henry and the Prostitute de Theo Davies : Harry
- 2009 : Perfect de Chris Obi : Paul
- 2009 : Big Guy de David Oyelowo : Chuck
- 2011 : Nacy, Sid and Sergio de Craig Pickles : Sergio
- 2012 : A Sunny Morning de Jacob Proctor : Adam

#### Jeux vidéo
- 2025 : Clair Obscur: Expedition 33 : Gustave

### Télévision

#### Téléfilms
- 2006 : A for Andromeda (en) de John Strickland (en) : Dennis Bridger
- 2011 : Moby Dick de Mike Barker : Ishmael
- 2013 : The Ordained de R. J. Cutler (en) : Tom Reilly
- 2013 : Legacy (en) de Pete Travis : Charles Thoroughgood
- 2014 : Wall Street : Jackson

#### Séries télévisées
- 2002 : Judge John Deed : Vicar, jeune (1 épisode)
- 2006 : Inspecteur Lewis : Danny Griffon (1 épisode)
- 2010 : Downton Abbey : Duc de Crowborough
- 2011-2012 : Boardwalk Empire : Owen Slater (23 épisodes)
- 2015-2018 : Daredevil : Matt Murdock / Daredevil (39 épisodes)
- 2017 : The Defenders : Matt Murdock / Daredevil (8 épisodes)
- 2021 : Kin: Michael Kinsella
- 2022 : She-Hulk : Avocate : Matt Murdock / Daredevil (2 épisodes)
- 2022 : En traître : Adam Lawrence
- 2024 : Echo : Matt Murdock / Daredevil (1 épisode)
- 2024 : Votre fidèle serviteur Spider-Man (Your Friendly Neighborhood Spider-Man) : Matt Murdock / Daredevil (voix)
- 2025 : Daredevil: Born Again : Matt Murdock / Daredevil (18 épisodes)
- 2025 : Adults : Professeur (3 épisodes)